# Matakoro
Matakoro est un village de la commune de Martap située dans la région de l'Adamaoua et le département de la Vina au Cameroun.

## Population
En 1967, Matakoro comptait 106 habitants, principalement Mboum.
Lors du recensement de 2005, 1 020 personnes y ont été dénombrées.